# Ouaklim
Ouaklim (àrab واكليم) és una comuna rural de la província de Tinghir de la regió de Drâa-Tafilalet. Segons el cens de 2014 tenia una població total de 11.338 persones.